# 重心坐标
数学中，重心坐标是由单形（如三角形或四面体等）顶点定义的坐标。重心坐标是齐次坐标的一种。
设v1, ..., vn是向量空间V中一个单形的顶点，如果V中某点p满足，
{\displaystyle (\lambda _{1}+\cdots +\lambda _{n})\,p=\lambda _{1}\,v_{1}+\cdots +\lambda _{n}\,v_{n},}
那么我们称系数（λ1, ..., λn）是 p关于v1, ..., vn的重心坐标。这些顶点自己的坐标分别是（1, 0, 0, ..., 0），（0, 1, 0, ..., 0）, ...,（0, 0, 0, ..., 1）。重心坐标不是惟一的：对任何不等于零的k，（k λ1, ..., k λn）也是p的重心坐标。但总可以取坐标满足
λ1 + ...+ λn = 1，称为正规化坐标。注意到定义式在仿射变换下不变，故重心坐标具有仿射不变性。
如果坐标分量都非负，则p在v1, ..., vn的凸包内部，即由这些顶点组成的单形包含p。我们设想如果有质量λ1, ..., λn分别位于单形的顶点，那么质量中心就是p。这是术语“重心”的起源，1827年由奥古斯特·费迪南德·莫比乌斯最初引入。

## 三角形的重心坐标
在三角形情形中，重心坐标也叫面积坐标，因为P点关于三角形ABC的重心坐标和三角形PBC, PCA及PAB的（有向）面积成比例，证明如下（如右图所示）。
我们用黑体小写字母表示对应点的向量，比如三角形ABC顶点为{\displaystyle {\textbf {a}}\,,{\textbf {b}}\,}和{\displaystyle {\textbf {c}}\,}，P点为{\displaystyle {\textbf {p}}}等。设PBC, PCA及PAB面积之比为{\displaystyle \lambda _{1}:\lambda _{2}:\lambda _{3}\,}且{\displaystyle \lambda _{1}+\lambda _{2}+\lambda _{3}=1}，设射线AP与BC交于D，则
{\displaystyle BD:DC=\lambda _{3}:\lambda _{2},}从而{\displaystyle {\textbf {d}}={\frac {\lambda _{2}{\textbf {b}}+\lambda _{3}{\textbf {c}}}{\lambda _{2}+\lambda _{3}}},}
{\displaystyle AP:PD=(\lambda _{2}+\lambda _{3}):\lambda _{1}}，故
{\displaystyle {\textbf {p}}={\frac {(\lambda _{2}+\lambda _{3}){\textbf {d}}+\lambda _{1}{\textbf {a}}}{\lambda _{1}+\lambda _{2}+\lambda _{3}}}\,,}
{\displaystyle {\textbf {p}}=\lambda _{1}{\textbf {a}}+\lambda _{2}{\textbf {b}}+\lambda _{3}{\textbf {c}}\,.}
所以，{\displaystyle (\lambda _{1},\lambda _{2},\lambda _{3})}就是P的重心坐标。

### 坐标变换
给定三角形平面一点P，我们将这一点的面积坐标{\displaystyle \lambda _{1}\,}，{\displaystyle \lambda _{2}\,}和{\displaystyle \lambda _{3}\,}用笛卡尔坐标表示出来。
利用笛卡尔坐标中的三角形面积公式：
{\displaystyle S(ABC)={\frac {1}{2}}{\begin{vmatrix}1&x_{a}&y_{a}\\1&x_{b}&y_{b}\\1&x_{c}&y_{c}\\\end{vmatrix}}}
我们可得：
{\displaystyle \lambda _{1}=S(PBC)/S(ABC)={\begin{vmatrix}1&x_{p}&y_{p}\\1&x_{b}&y_{b}\\1&x_{c}&y_{c}\\\end{vmatrix}}/{\begin{vmatrix}1&x_{a}&y_{a}\\1&x_{b}&y_{b}\\1&x_{c}&y_{c}\\\end{vmatrix}}}
类似地有{\displaystyle \lambda _{2},\lambda _{3}}，注意ABC构成一个三角形，上式的分母不可能为0。
反过来则简单得多：
{\displaystyle {\textbf {p}}=\lambda _{1}{\textbf {a}}+\lambda _{2}{\textbf {b}}+\lambda _{3}{\textbf {c}},}故
{\displaystyle x_{p}=\lambda _{1}x_{a}+\lambda _{2}x_{b}+\lambda _{3}x_{c},}和
{\displaystyle y_{p}=\lambda _{1}y_{a}+\lambda _{2}y_{b}+\lambda _{3}y_{c}.}

### 判断一点的位置
因重心坐标是笛卡尔坐标的一个线性变换，从而它们在边和三角形区域之间的变化是线性的。如果点在三角形内部，那么所有重心坐标属于开区间{\displaystyle (0,1)}；如果一点在三角形的边上，至少有一个面积坐标{\displaystyle \lambda _{1...3}}为0，其余分量位于闭区间{\displaystyle [0,1]}。如果有某个坐标小于0，则位于三角形外部，具体分布可参考上图。
图示中，B和C顶端的坐标正负反了，B的应该是（-,+,-），C的是（-,-,+）

### 应用
面积坐标在涉及到三角形子区域的工程学问题时特别有用，经常可以化简解析积分求值，高斯积分法表也常以面积坐标的形式给出。
考虑由顶点{\displaystyle {\textbf {v}}_{1}\,}, {\displaystyle {\textbf {v}}_{2}\,}和{\displaystyle {\textbf {v}}_{3}\,}定义的三角形T，任何在三角形内部的点{\displaystyle {\textbf {p}}}都能写成顶点的加权和：
{\displaystyle {\textbf {p}}=\lambda _{1}{\textbf {v}}_{1}+\lambda _{2}{\textbf {v}}_{2}+\lambda _{3}{\textbf {v}}_{3},}
这里{\displaystyle \lambda _{1}\,}、{\displaystyle \lambda _{2}\,}和{\displaystyle \lambda _{3}\,}是面积坐标。注意到{\displaystyle \lambda _{3}=1-\lambda _{1}-\lambda _{2}\,}。从而，函数{\displaystyle f}在T上的积分为：
{\displaystyle \int _{T}f({\textbf {p}})\ ds=2S\int _{0}^{1}\int _{0}^{1-\lambda _{2}}f(\lambda _{1}{\textbf {v}}_{1}+\lambda _{2}{\textbf {v}}_{2}+(1-\lambda _{1}-\lambda _{2}){\textbf {v}}_{3})\ d\lambda _{1}\ d\lambda _{2}\,}
这里S是三角形T的面积。注意上式具有线性插值的形式。
重心坐标提供了一种非结构网格上函数插值的方法，假设函数值在所有网格的顶点上已知。如果{\displaystyle 0\leq \lambda _{i}\leq 1\;\forall \;i\in {1,2,3}}，则点{\displaystyle {\textbf {p}}}位于三角形内部或边界上。我们取{\displaystyle f}的插值为
{\displaystyle f({\textbf {p}})=\lambda _{1}f({\textbf {v}}_{1})+\lambda _{2}f({\textbf {v}}_{2})+\lambda _{3}f({\textbf {v}}_{3}),}
这个线性插值是自动正规的因为{\displaystyle \lambda _{1}+\lambda _{2}+\lambda _{3}=1}。

## 四面体的重心坐标
重心坐标容易推广到三维空间。3维单形即四面体，具有四个三角形面和四个顶点。
完全类似于三角形，四面体{\displaystyle {\textbf {v}}_{1},{\textbf {v}}_{2},{\textbf {v}}_{3},{\textbf {v}}_{4}}的顶点{\displaystyle {\textbf {v}}_{1}}的重心坐标为（1,0,0,0），{\displaystyle {\textbf {v}}_{2}}为（0,1,0,0），如是等等。
点{\displaystyle {\textbf {p}}}的笛卡尔坐标和为关于四面体{\displaystyle {\textbf {v}}_{1},{\textbf {v}}_{2},{\textbf {v}}_{3},{\textbf {v}}_{4}}的重心坐标的关系：
{\displaystyle \lambda _{1}={\text{Vol}}(PV_{2}V_{3}V_{4})/{\text{Vol}}(V_{1}V_{2}V_{3}V_{4}),\;\lambda _{2}=\cdots .}
这里{\displaystyle {\text{Vol}}(V_{1}V_{2}V_{3}V_{4})}为{\displaystyle {\textbf {v}}_{1},{\textbf {v}}_{2},{\textbf {v}}_{3},{\textbf {v}}_{4}}组成的四面体的体积，类似于三角形也可以用笛卡尔坐标的一个行列式表示出来。
3维重心坐标和2维一样，可以确定一点是否位于四面体内部，也能对四面体网格上函数插值。因为利用重心坐标可以极大地简化3维插值，四面体网格经常用于有限元分析。